# Mauro Maugeri
Mauro Maugeri, född 19 januari 1959 i Aci Castello, död 30 november 2017, var en italiensk vattenpolotränare. Han var chefstränare för Italiens damlandslag i vattenpolo 2005–2008 och därefter för Nederländernas damlandslag i vattenpolo 2008–2013. Italien tog EM-silver (2006) och Nederländerna EM-brons (2010) med Maugeri som tränare.
Maugeri var assisterande tränare när de italienska vattenpolodamerna tog OS-guld år 2004. Han ledde dessutom klubblaget Orizzonte Catania till stora framgångar under 1990- och 2000-talen. Laget vann LEN:s europacup för damer, LEN Champions Cup, åren 1994, 2001, 2002, 2004, 2005 och 2006 med Maugeri som tränare.